# مطار سيسيا
مطار سيسيا (بالإنجليزية: Cicia Airport)‏ (إياتا: ICI، إيكاو: NFCI) هو مطار يخدم سيسيا، أحد جزر لاو في القسم الشرقي من فيجي. يتم تشغيله من قبل شركة مطارات فيجي المحدودة.

## مرافق
يقع المطار على ارتفاع 13 قدم (4 م) فوق مستوى سطح البحر. وله مدرج واحد طوله 762 متر (2,500 قدم).

## شركات الطيران والوجهات
| شركـات طيـران | الوجهات             |
| ------------- | ------------------- |
| فيجي لينك ‏    | مطار ناوسوري الدولي |

## روابط خارجية
- تاريخ الحوادث لـ (ICI / NFCI) على شبكة سلامة الطيران.
- الخطوط الجوية فيجي (الموقع الرسمي)